# قائمة أنواع الببغاوات
البَبَّغَاوَاتُ (الاسم العلمي: Psittaciformes)؛ هي رُتبةٌ من الطُّيُورِ تَضُمُّ 402 نوعًا، تُؤلِّفُ الرُّتبة المعروفة بِاسم بَبَّغاواتُ الشَّكلِ (الاسم العلمي: Psittaciformes)، تنتشر في أغلب المناطق الاستوائيَّة وشبه الاستوائيَّة، منها 387 حيًّا. تُقسم الرُّتبة إلى ثلاث فصائل عُليا؛ هي: الببغاوات الحقيقيَّة، الكوكاتو والسَّدَّافيَّات. تمتلك الببغاوات توزيعًا استوائيًّا عُمومًا مع العديد من الأنواع التي تعيش في المناطق المُعتدلة في نصف الأرض الجنوبي أيضًا. أكبرُ تنوعٍ لِلببغاوات موجودٌ في أمريكا الجنوبيَّة وأستراليا.
الكوكاتو (الاسم العلمي: Cacatuoidea) مُختلفٌ عن الببغاوات الأُخَر، فلهُ قنزعةٌ مُتحرِّكةٌ، وترتيبٌ مُختلفٌ لِلشرايين السُّباتيَّة والمَرارة، مع اختلافٍ في عظام الجُمجُمة، وخُلُوِّ ريشِه من نسيج ديوك (بالإنجليزية: Dyck texture)‏ الذي -في الببغاوات الحقيقيَّة- ينثُرُ الضَّوءَ في الرِّيش مُعطيه لونًا لامعًا في الببغاوات الأُخرى. أعتبرَ العُلماءُ سابقًا أنَّ اللُّوركيت تتبعُ فَصيلة اللُّوري، لكنَّهُ يُعتبر الآن قبيلةً (اللُّوري) تتبعُ فُصيلة اللُّوريني، التَّابعة لِفَصيلة ببغاوات العالم القديم. بعضُ الأنواع؛ مثل البورتوريكو، ممَّن وصل إلى عُنق الزُّجاجة السُّكَّانيَّة (خلال هذه الظَّاهرة انخفضت جُمهُرتها إلى 13 فردًا سنة 1975) بالتَّالي انخفاض تبايُنها الوراثي ونجاح تناسُلها، ما يؤدِّي إلى المُضاعفة مع الانحفاظ.